# Washington Lions
Die Washington Lions waren ein US-amerikanisches Eishockeyfranchise der American Hockey League aus Washington, D.C.

## Geschichte
Die Washington Lions wurden 1941 als Franchise der American Hockey League gegründet. Nach zwei Spielzeiten, in denen sie jeweils Dritter in der East-Division wurden und in der Saison 1941/42 bei ihrer einzigen Playoff-Teilnahme überhaupt mit 0:2-Siegen den Cleveland Barons in der ersten Runde unterlagen, pausierte die Mannschaft aufgrund des Zweiten Weltkriegs. Von 1944 bis 1947 spielte die Mannschaft in der Eastern Hockey League, ehe sie zur Saison 1947/48 wieder den Spielbetrieb in der American Hockey League aufnahmen, wo sie zunächst mit 40 Punkten und schließlich in der Saison 1948/49 mit 26 Punkten jeweils Divisions-Letzter wurden. Daraufhin zogen sich die Washington Lions aus der AHL zurück und spielten von 1951 bis 1957 erneut in der Eastern Hockey League. Anschließend wurde das Franchise verkauft und durch die Washington Presidents ersetzt.

## Saisonstatistik (AHL)
Abkürzungen: GP = Spiele, W = Siege, L = Niederlagen, T = Unentschieden, OTL = Niederlagen nach Overtime SOL = Niederlagen nach Shootout, Pts = Punkte, GF = Erzielte Tore, GA = Gegentore, PIM = Strafminuten
| Saison  | GP | W  | L  | T | OTL | SOL | Pts | GF  | GA  | Platz    | Playoffs                                       |
| 1941–42 | 56 | 20 | 30 | 6 | —   | —   | 46  | 160 | 172 | 3., East | 1. Runde: Niederlage, 0:2 gg. Cleveland Barons |
| 1942–43 | 56 | 14 | 34 | 8 | —   | —   | 36  | 184 | 272 | 3., East | nicht qualifiziert                             |
| 1947–48 | 68 | 17 | 45 | 6 | —   | —   | 40  | 241 | 369 | 6., East | nicht qualifiziert                             |
| 1948–49 | 68 | 11 | 53 | 4 | —   | —   | 26  | 179 | 401 | 6., East | nicht qualifiziert                             |

## Team-Rekorde (AHL)

### Karriererekorde
Spiele: 131  Edward Foley
Tore: 37  Louis Trudel
Assists: 46  Wendell Jamieson
Punkte: 67  Ken Schultz
Strafminuten: 137  Phillip Vitale